# Setra Comfort Class
Setra Comfort Class – rodzina autokarów turystycznych produkowana pod marką Setra w Neu-Ulm w Niemczech. Do rodziny tej należą autokary o średnim standardzie produkowane przez Setrę. W 2012 roku zaprezentowana została Setra Comfort Class najnowszej serii 500. Znajdują się wśród niej modele wysokopodłogowe (S 511 HD, S 515 HD, S 516 HD, S 516 HD/2, S 517 HD, S 519 HD), jak i średniopodłogowe (S 515 MD, S 516 MD).

## Seria 300
Premiera Setry Comfort Class 300 miała miejsce w 1994 roku. Rodzina składała się z dwóch modeli: wysokopokładowej S 315 GT-HD i średniopokładowej S 315 GT. W późniejszych latach dołączyły również trzyosiowe modele S 317 GT-HD i S 319 GT-HD. Nowa linia autokarów turystycznych miała uzupełniać ofertę Setry o modele autokarów o nieco niższym standardzie oraz niższej cenie niż sztandarowa linia Top Class. Charakteryzowała się przodem z czarną, a później srebrną listwą z napisem Setra oraz charakterystyczną linią szyby w przednich drzwiach łączącą się z przednią szybą autokaru. Setra Comfort Class serii 300 była produkowana do 2002 roku.
Modele Comfort Class 300:
- S 315 GT,
- S 315 GT-HD,
- S 317 GT-HD,
- S 319 GT-DH.

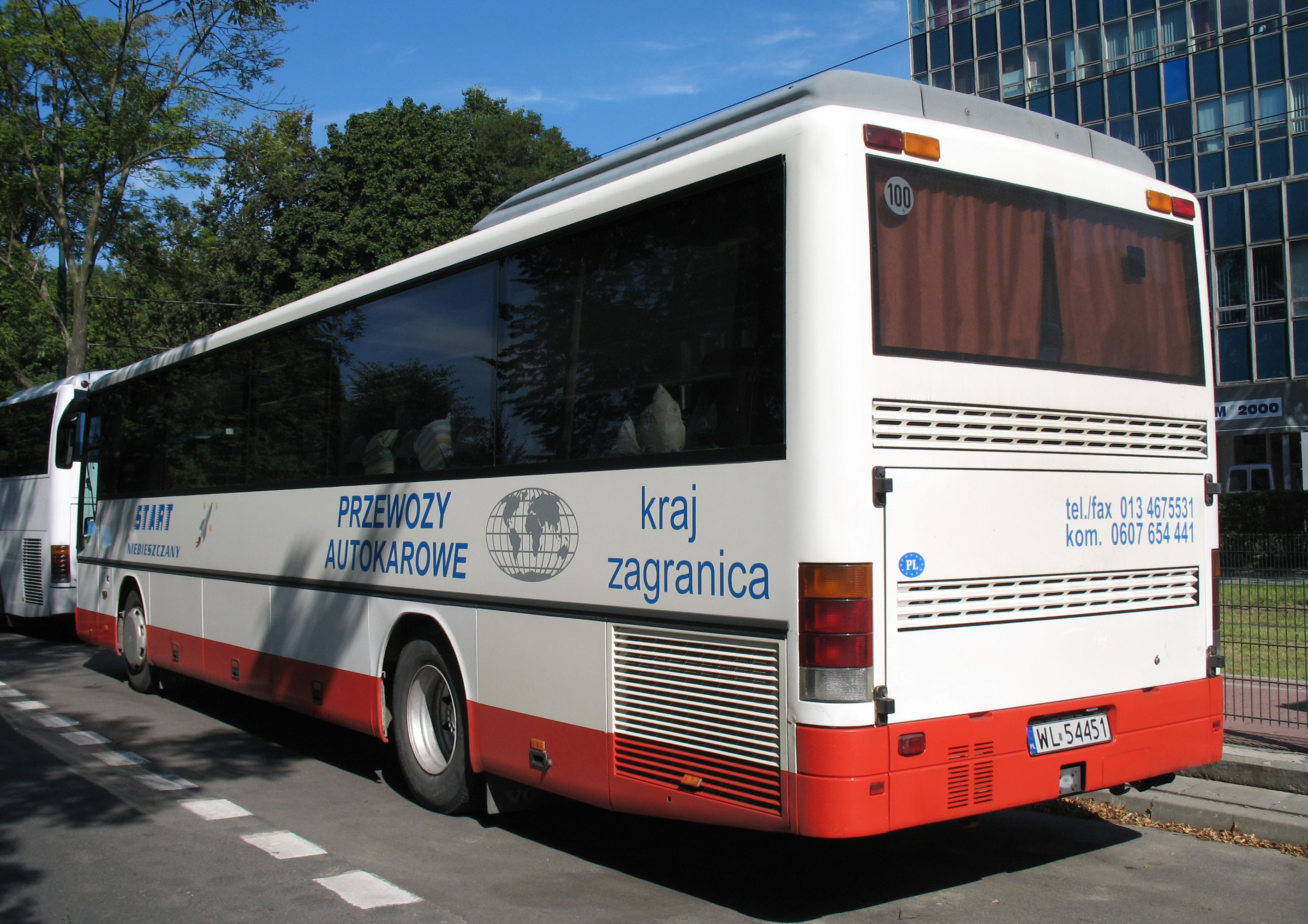
Setra S 315 GT
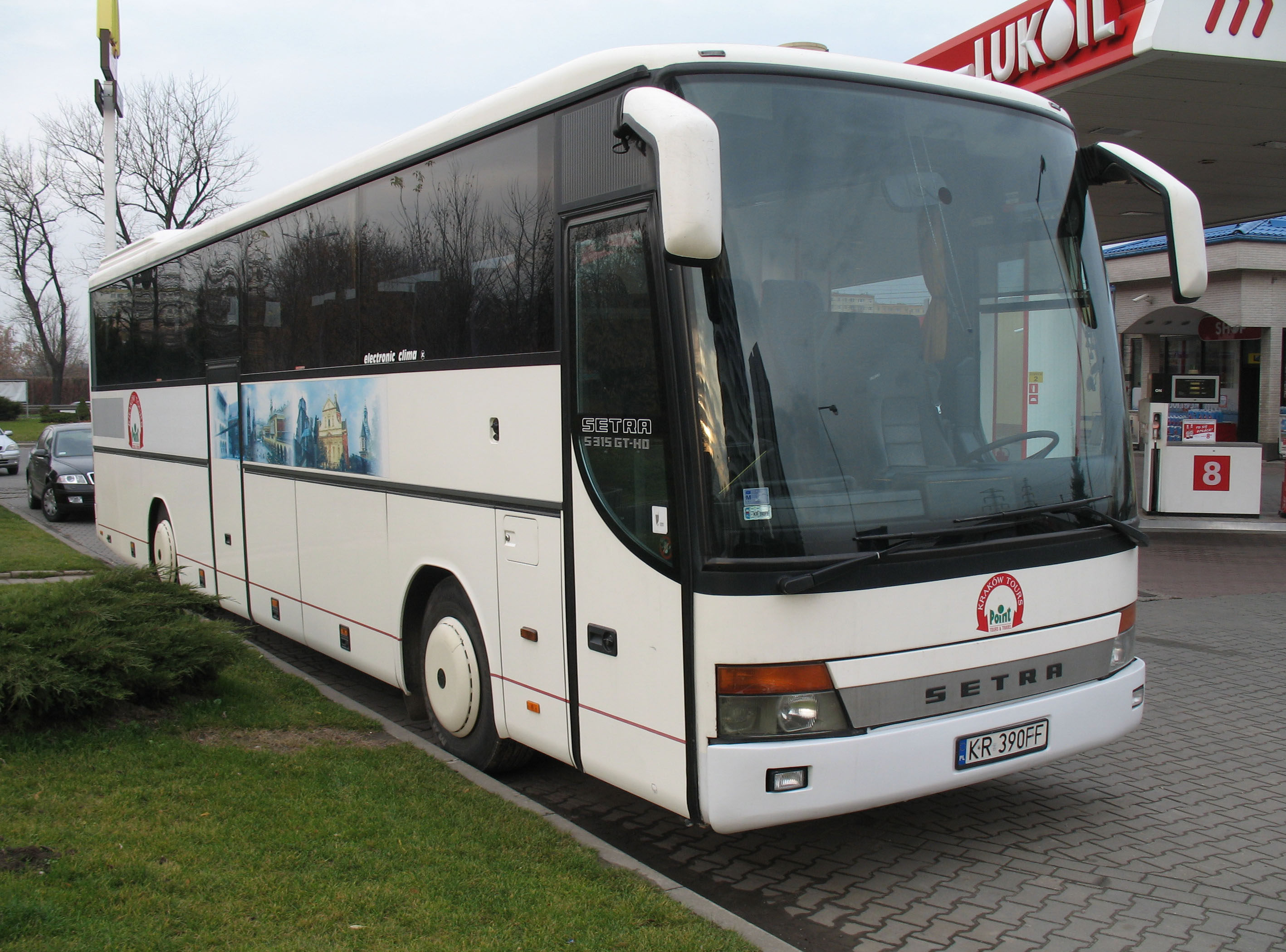
Setra S 315 GT-HD
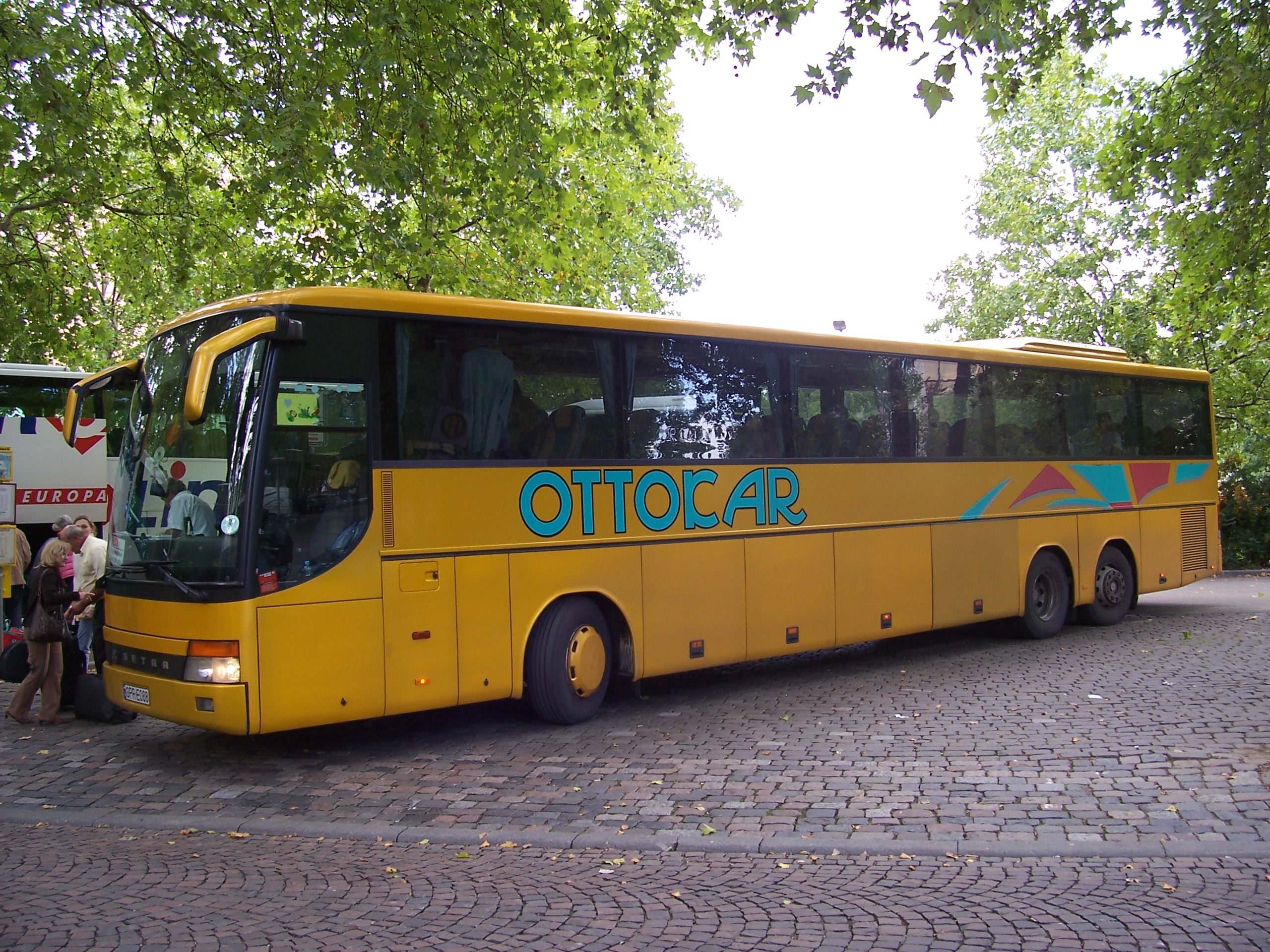
Setra S 319 GT-HD

## Seria 400
W 2001 roku miała miejsce premiera Setry Comfort Class serii 400. Początkowo składała się z autokarów tych samych wielkości co poprzednia seria, później wprowadzono model S 416 GT-HD (w wersji dwu- i trzyosiowej). Charakterystyczną cechą serii były nowe światła przednie i tylne, przednia srebrna listwa z wcięciami po lewej i prawej stronie, listwa "La Linea" biegnąca poniżej linii okien oraz przedzielona na dwie części srebrna plakietka za pierwszymi drzwiami z napisem Setra. Setra Comfort Class serii 400 jest jednym z najpopularniejszych typów autokarów w Polsce. Ostatnia Comfort Class 400 zjechała z linii produkcyjnej w 2012 roku. Według danych producenta wyprodukowano ponad 6 500 egzemplarzy Setry Comfort Class 400.
Modele Comfort Class 400:
- S 415 GT,
- S 415 GT-HD,
- S 416 GT-HD,
- S 416 GT-HD/2,
- S 417 GT-HD,
- S 419 GT-HD.

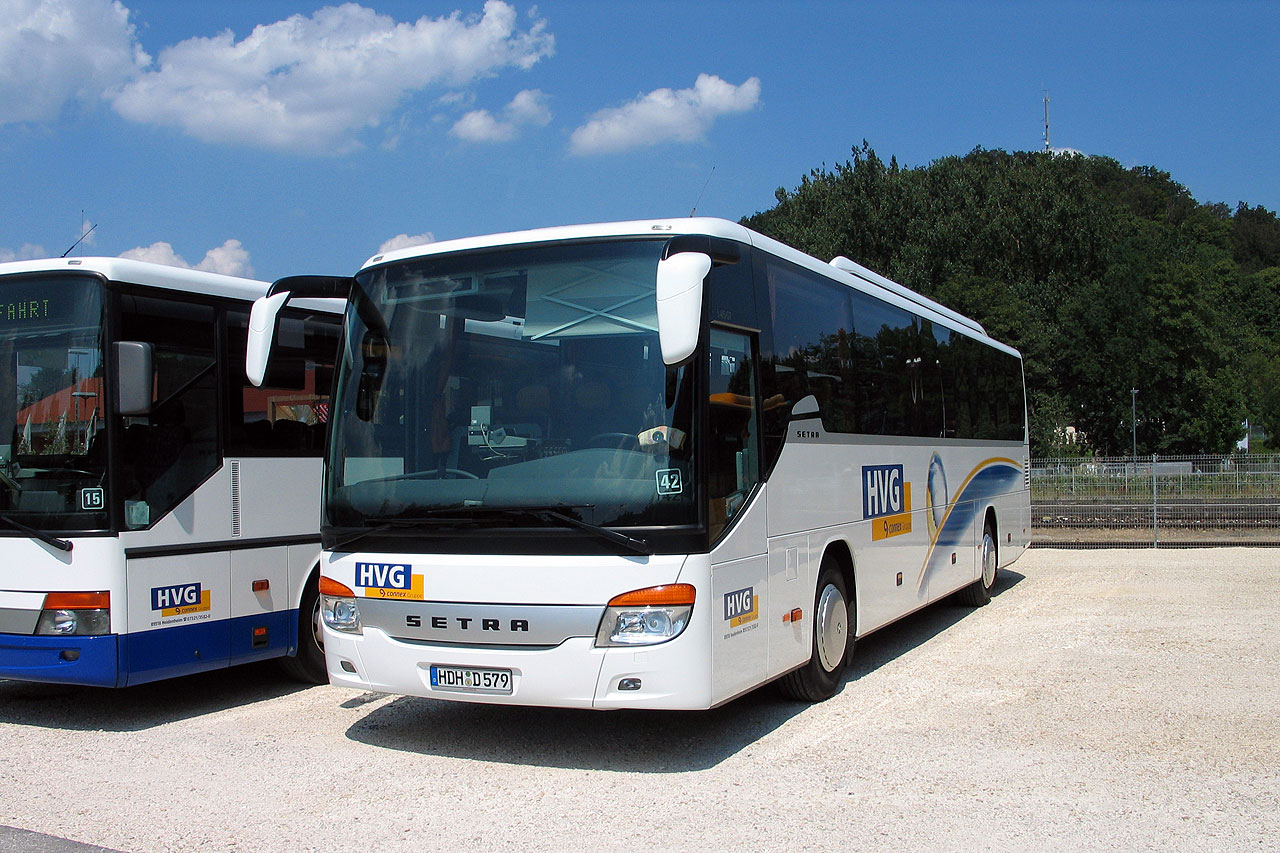
Setra S 415 GT
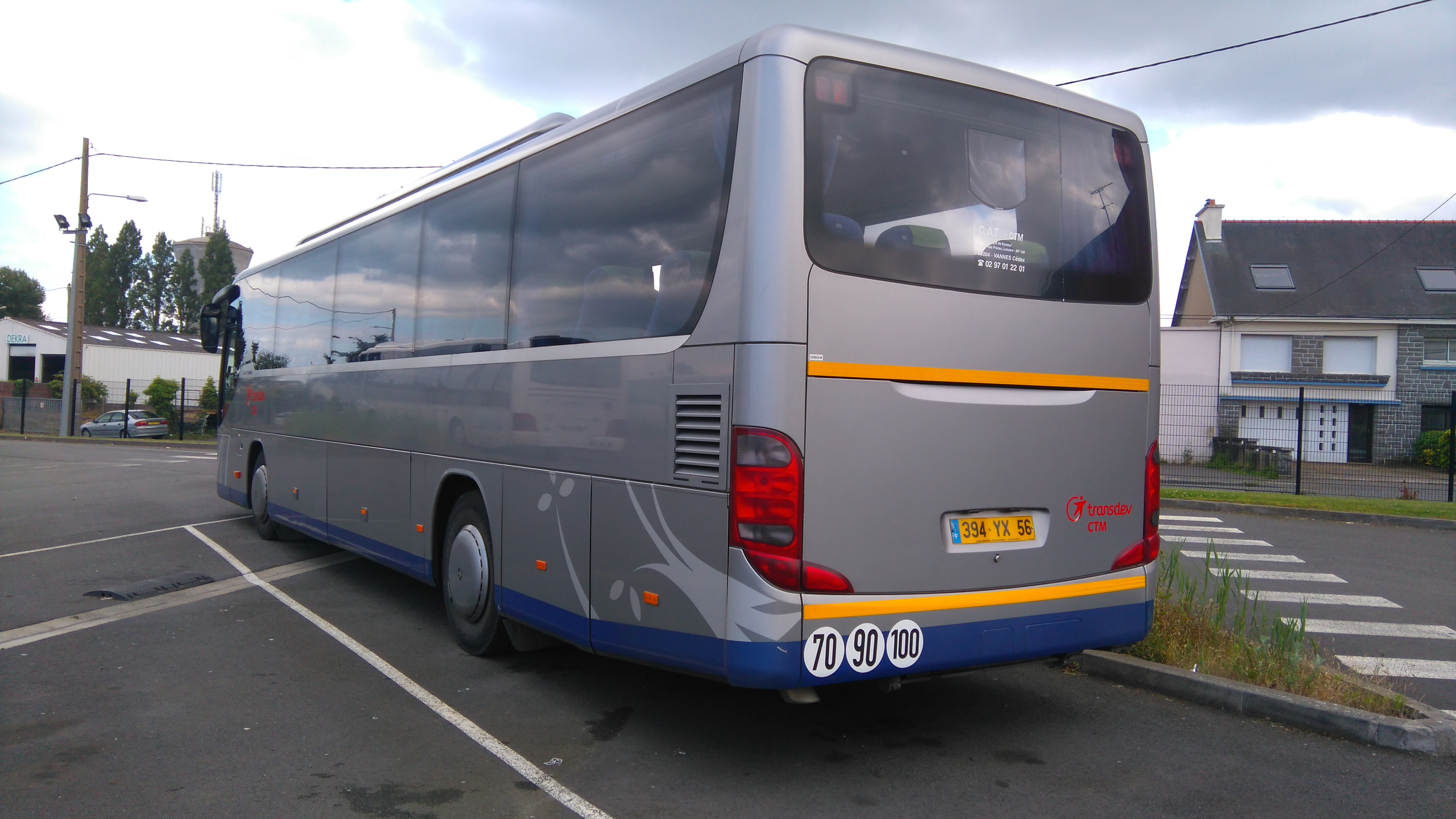
Setra S 415 GT
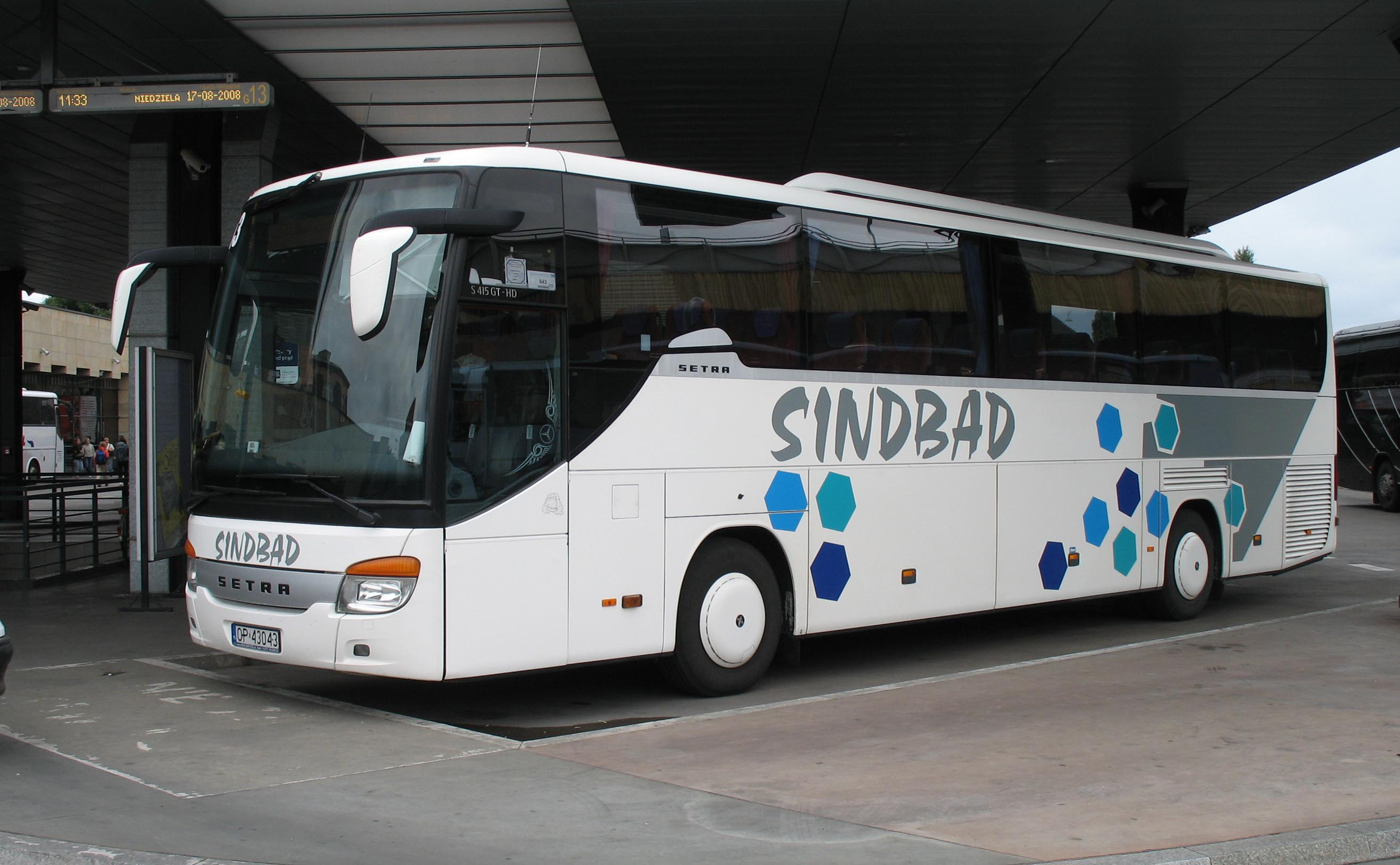
Setra S 415 GT-HD
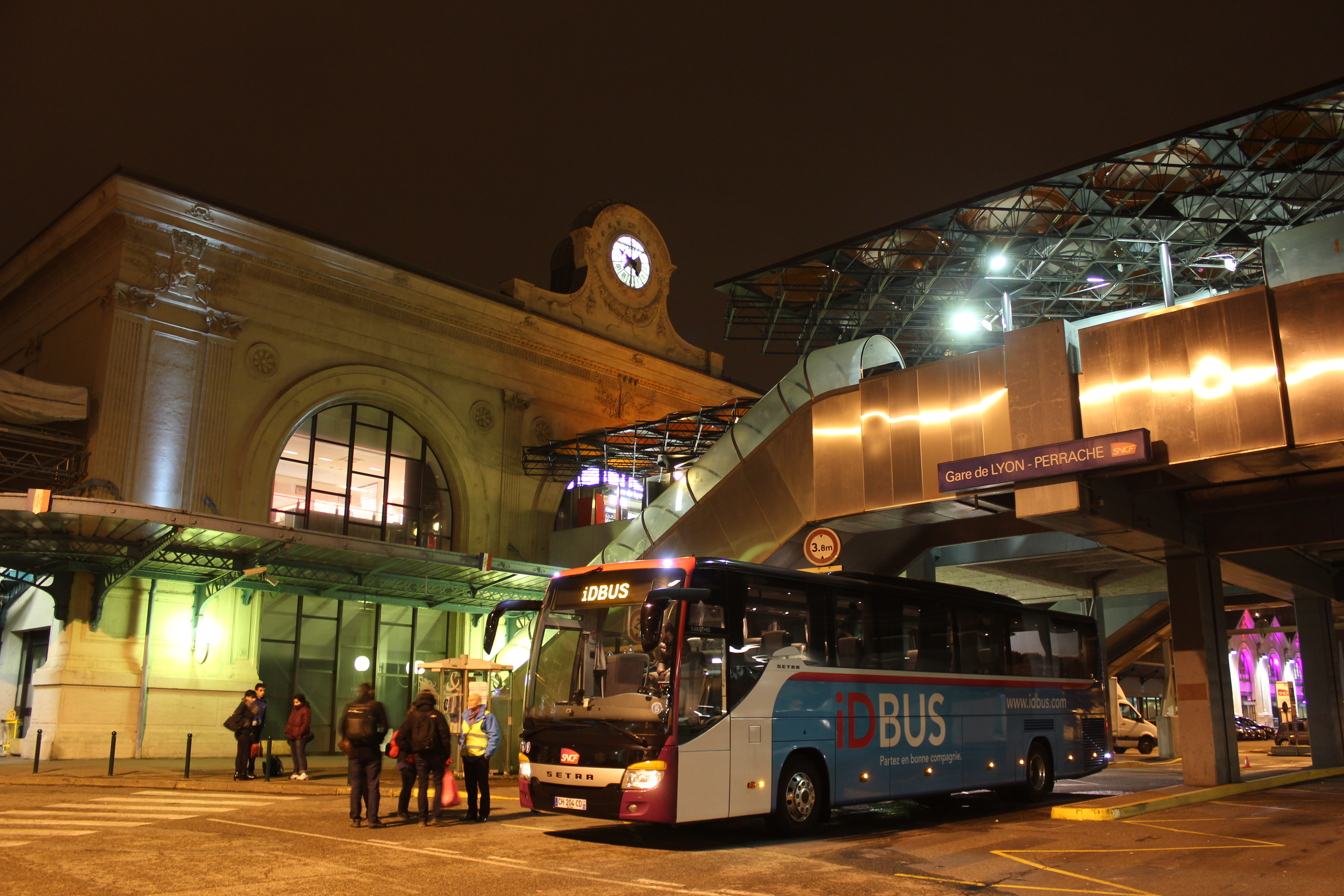
Setra S 416 GT-HD/2
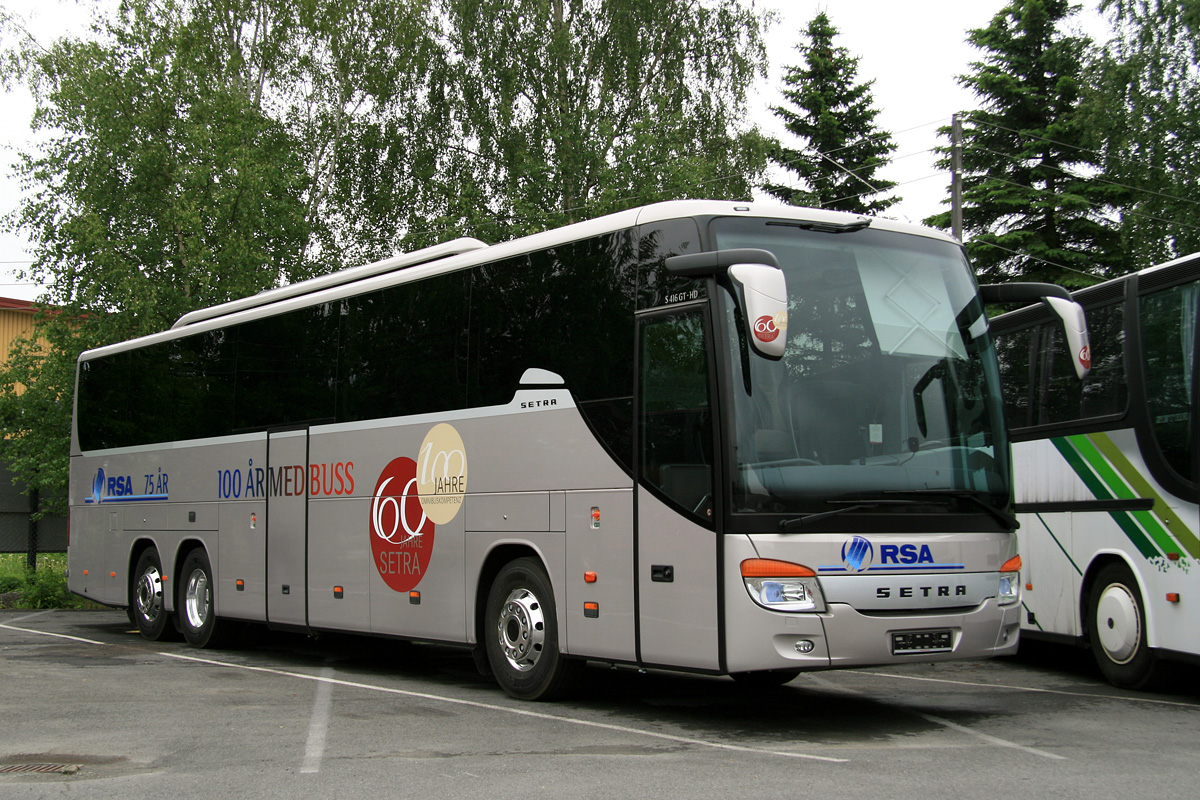
Setra S 416 GT-HD
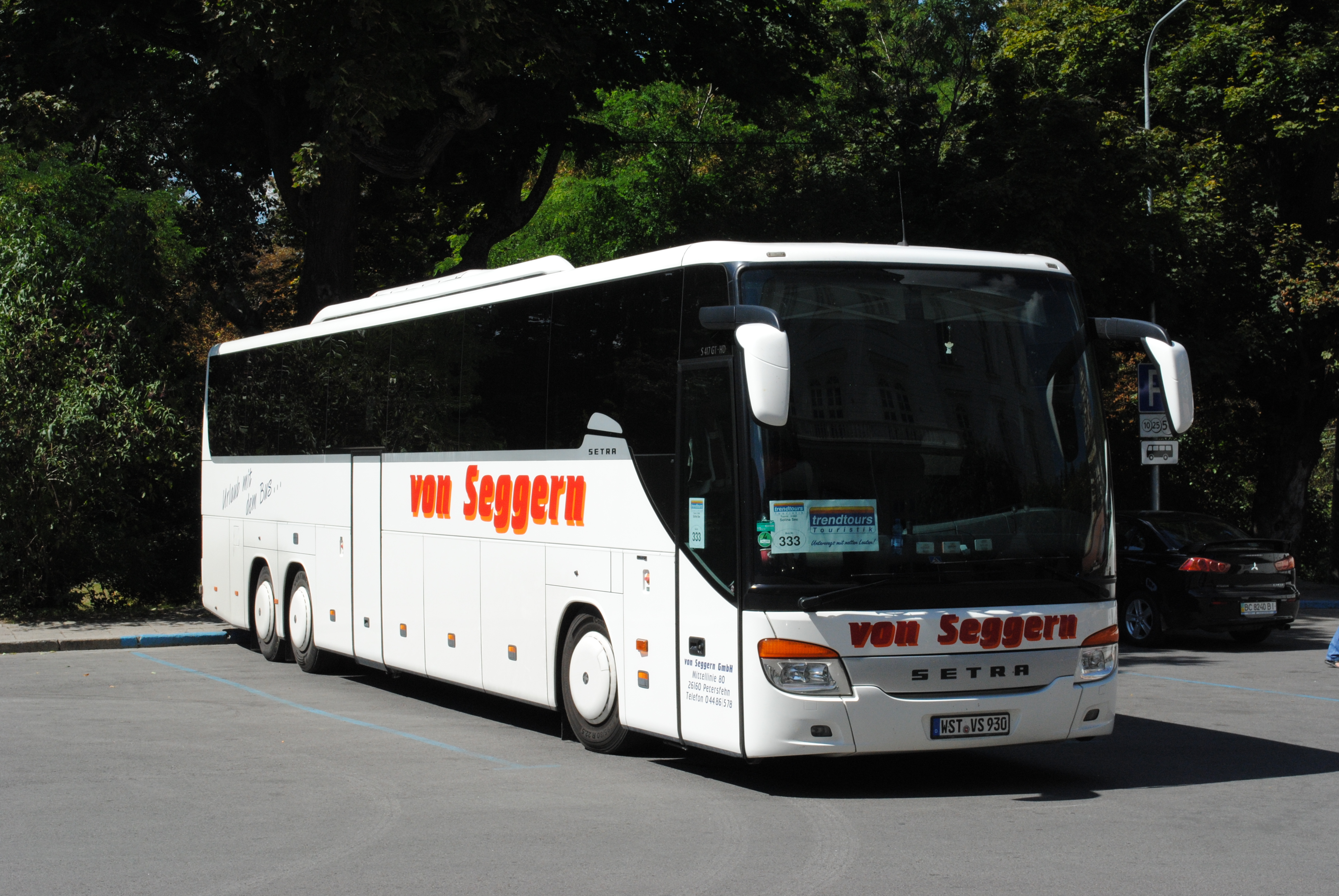
Setra S 417 GT-HD
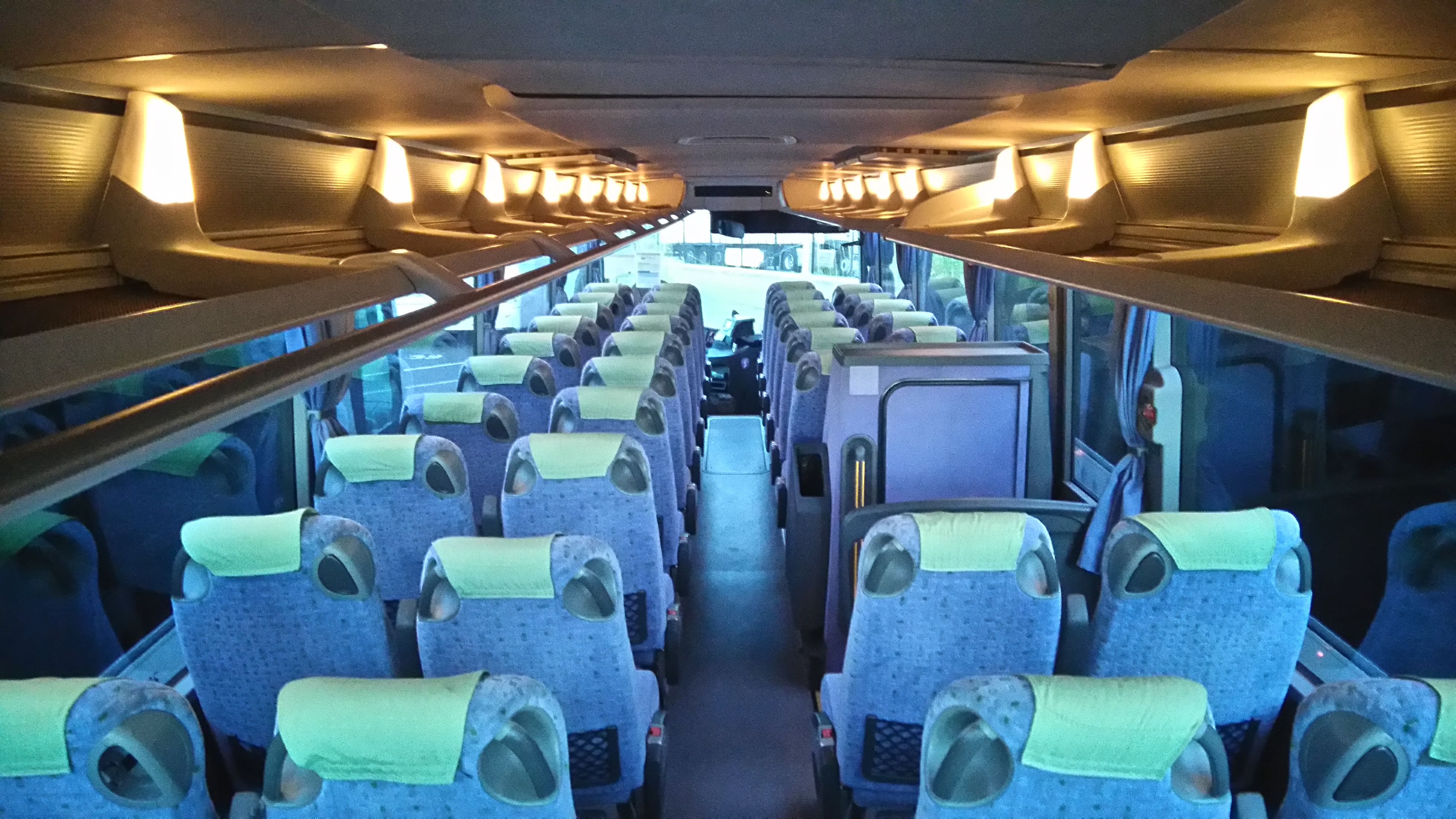
Wnętrze Setry S 415 GT-HD

## Seria 500
We wrześniu 2012 roku miała miejsce światowa premiera Setry Comfort Class 500 składającej się z modeli S 515 HD, S 516 HD, S 516 HD/2 i S 517 HD. Później dołączyły modele S 511 HD, S 519 HD, S 515 MD oraz S 516 MD. W nowej serii zmieniono oznaczenia modeli z GT-HD na HD i z GT na MD. Nowa seria wyróżnia się linią "La Linea" schodzącą ku przodowi i tyłowi pojazdu. Z boku w przedniej i tylnej części pojazdów zastosowano czarną przestrzeń naśladującą okna. Z przodu zastosowano nowe światła i nowy kształt srebrnej listwy z nazwą producenta. Tył autokaru ma nowe światła oraz niesymetryczną klapę silnika (z wlotem powietrza z prawej strony). Setra S 515 HD uzyskała tytuł Coach of the Year 2014.
Modele Comfort Class 500:
- S 515 MD,
- S 516 MD,
- S 511 HD,
- S 515 HD,
- S 516 HD,
- S 516 HD/2,
- S 517 HD,
- S 519 HD.

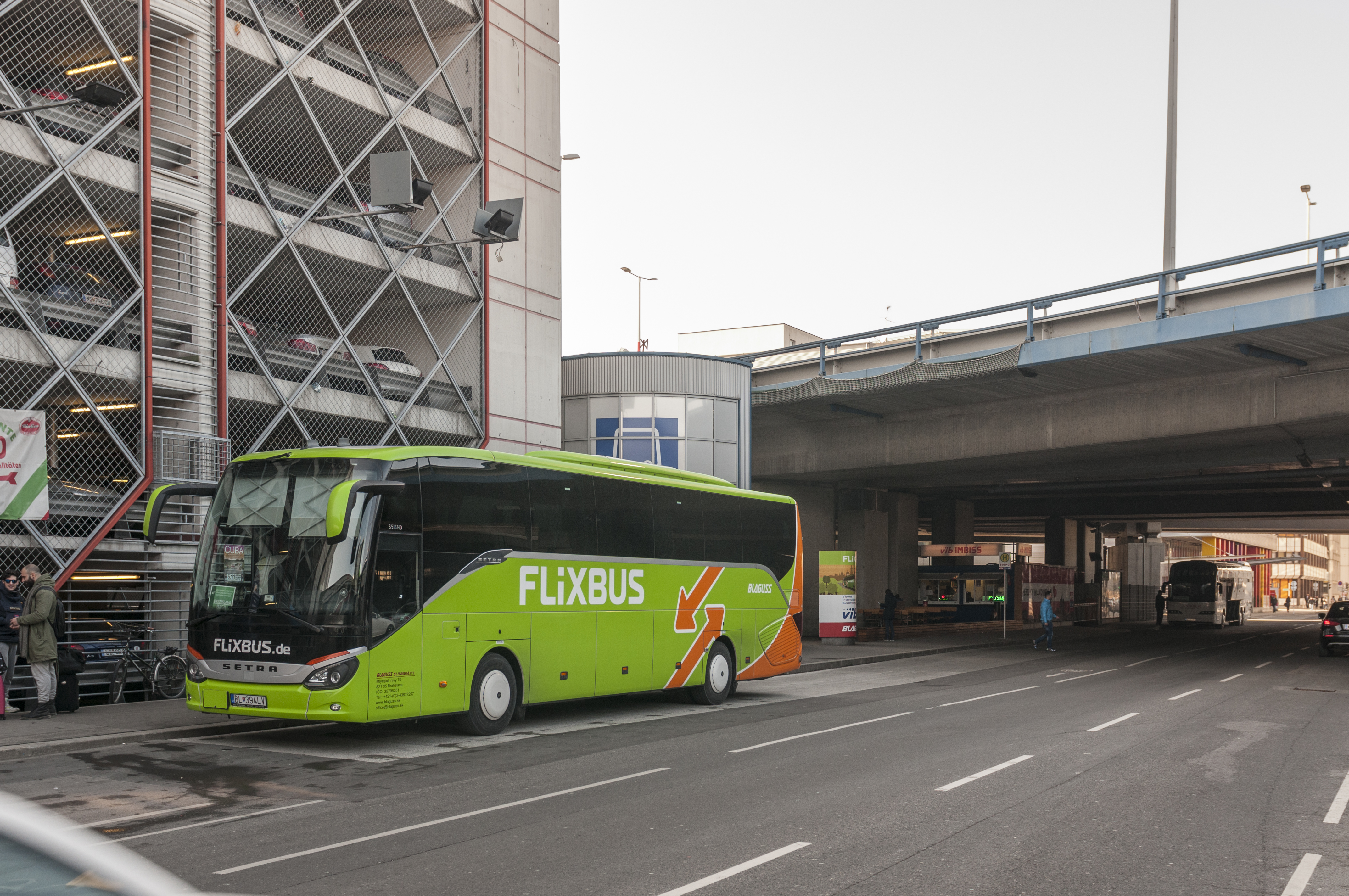
Setra S 515 HD
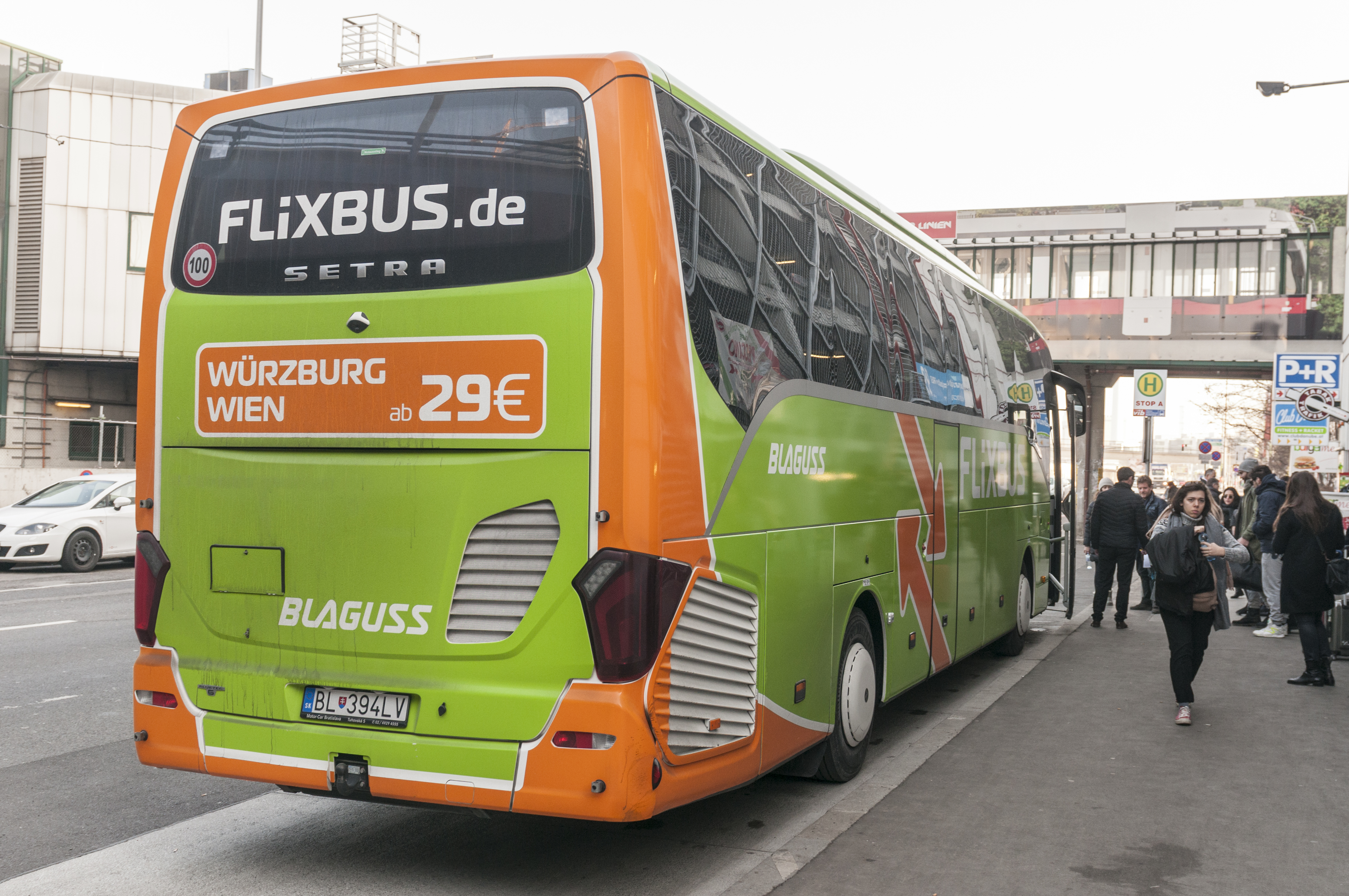
Setra S 515 HD
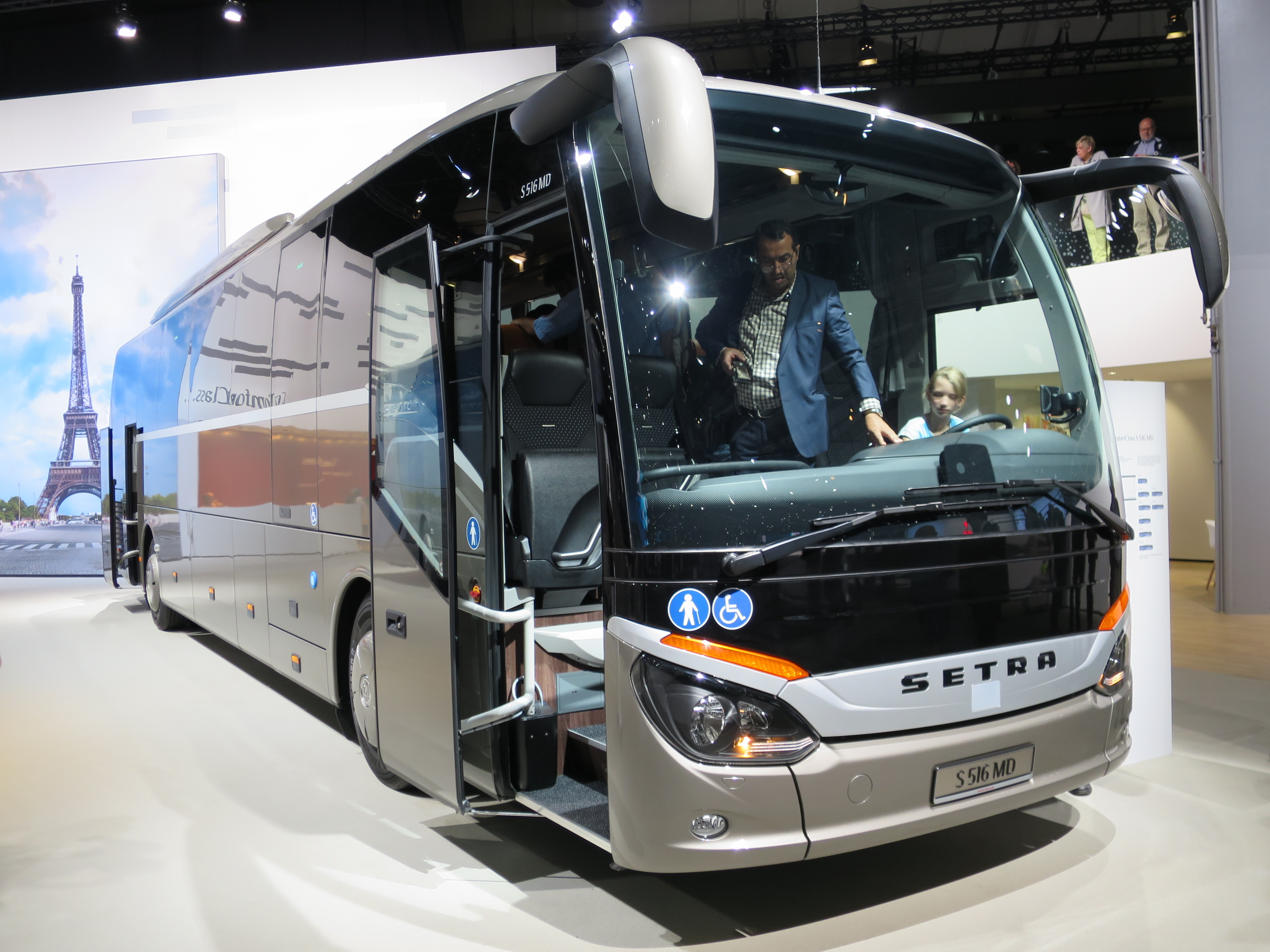
Setra S 516 MD
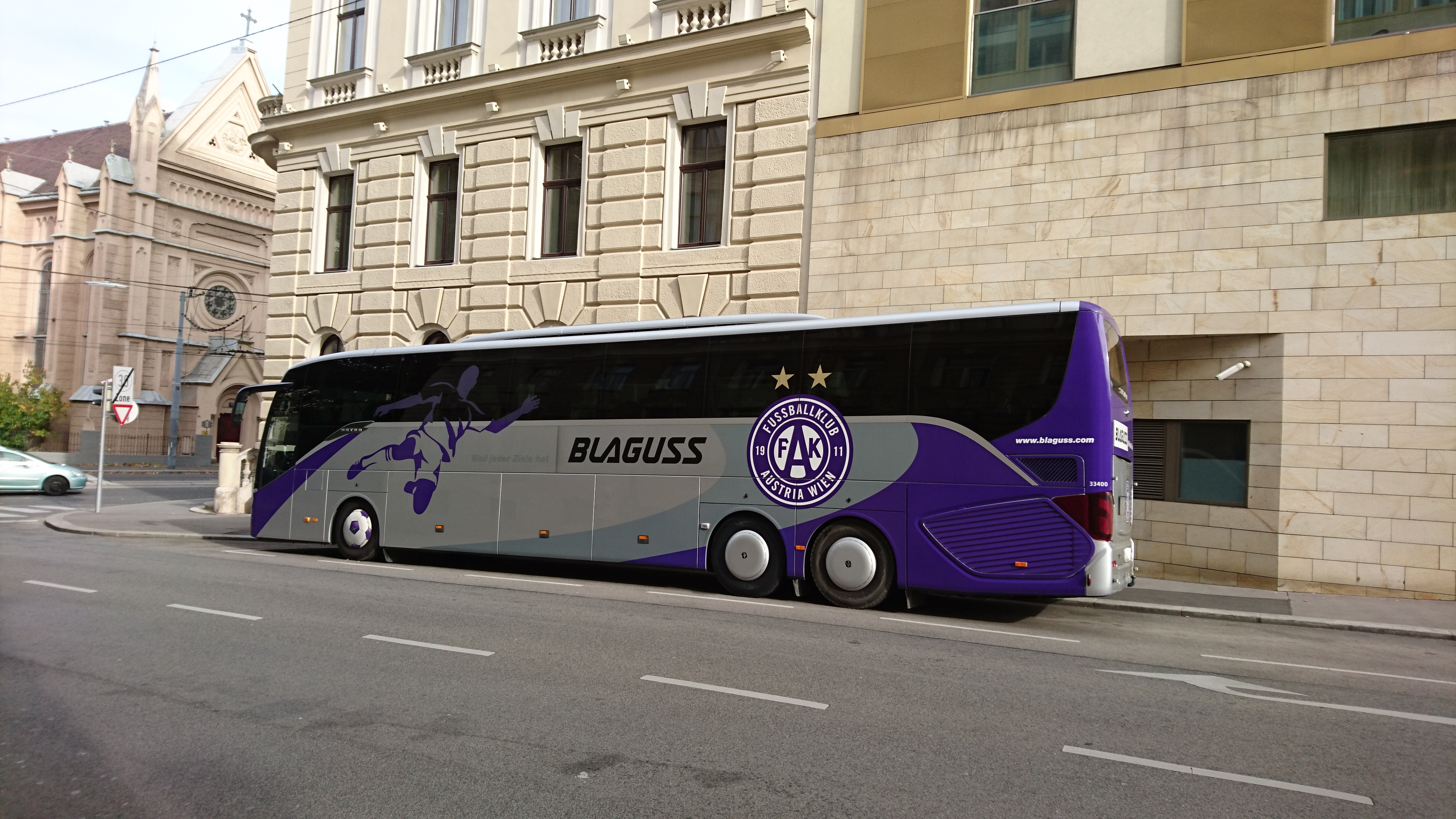
Setra S 517 HD
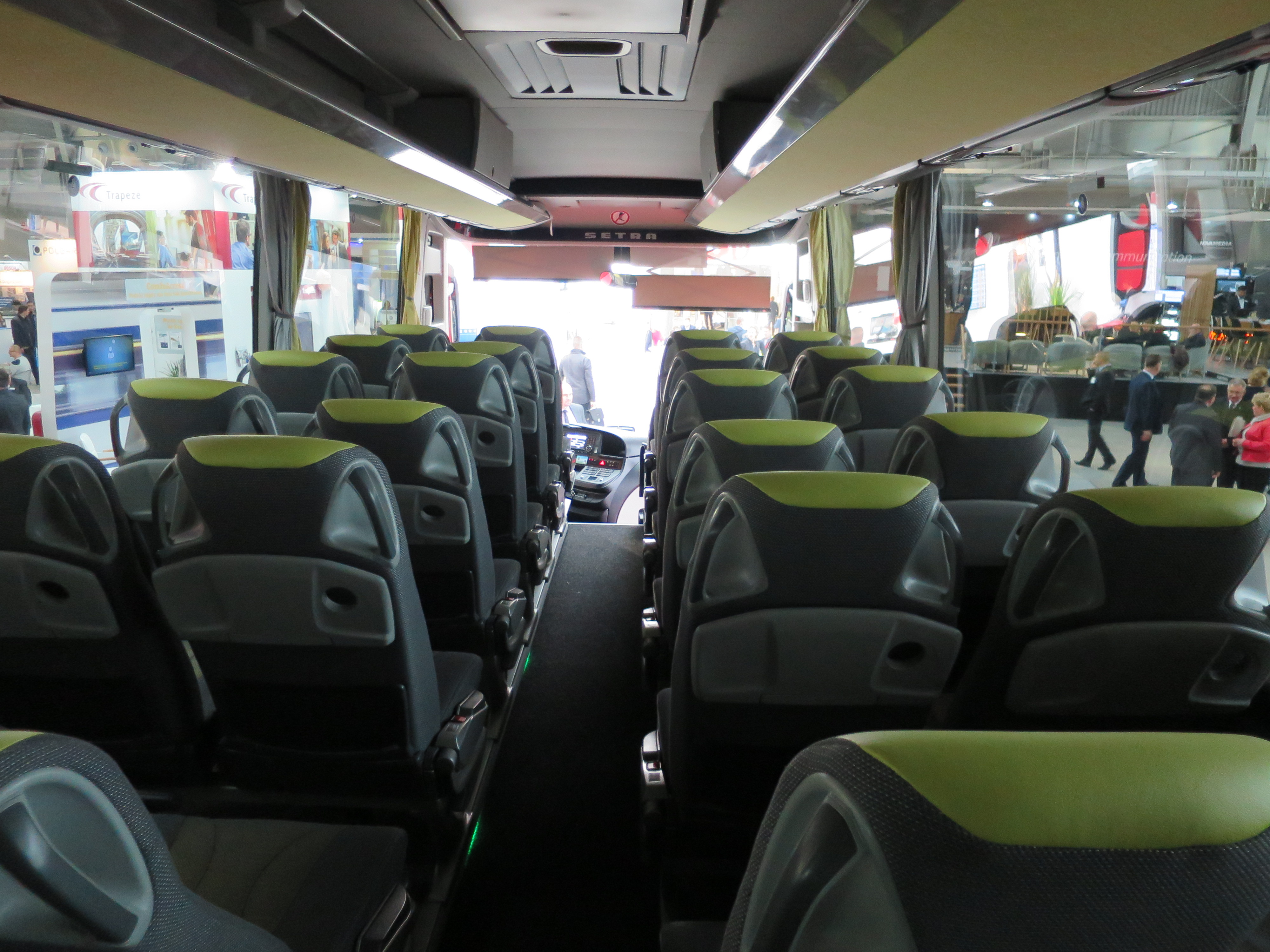
Wnętrze Setry S 519 HD
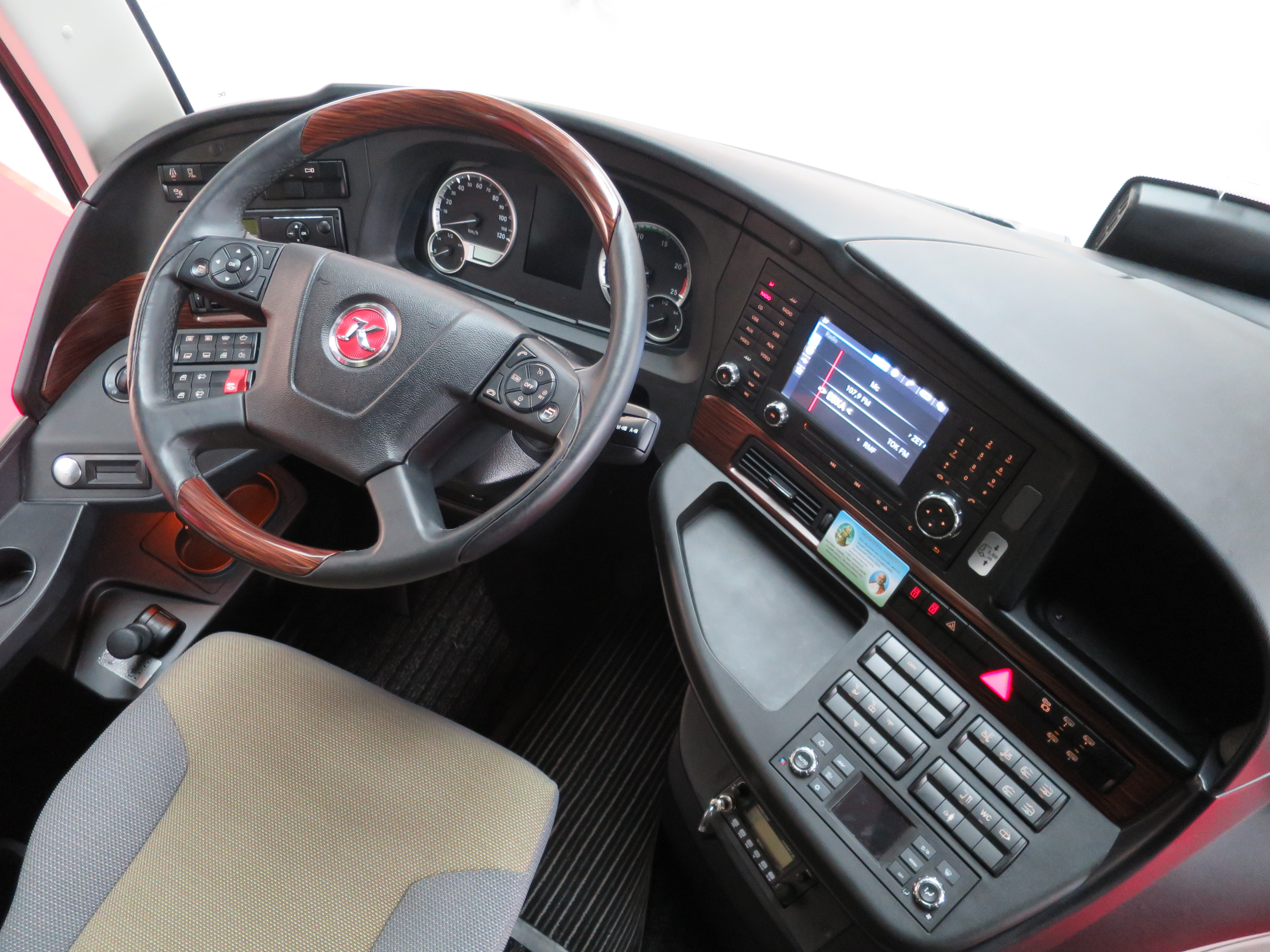
Kokpit Setry S 519 HD